# Ti dirò (Skarabazoo)
Ti Dirò è un album discografico del gruppo musicale italiano Skarabazoo, pubblicato nel 2009 dalla Maninalto!.

## Tracce
1. Ti Dirò - 3:58 (S.Capelli - J.Sanfelici)
2. Quelli Come - 3:10 (S.Capelli)
3. Lei sta dormendo - 4:30 (S.Capelli)
4. That's right - 3:42 (S.Capelli - J.Sanfelici)
5. Ma che caldo fa - 2:41 (S.Capelli - J.Sanfelici)
6. Il giorno perfetto - 3:50 (S.Mairo - S.Capelli - J.Sanfelici)
7. Get a steady trip II - 2:25 (S.Mairo - S.Capelli)
8. Ti porto via con me - 3:33 (S.Mairo - S.Capelli)
9. Acque - 3:35 (S.Capelli)
10. Jimmy Jazz - 3:21 (Strummer - Jones)
11. Ferma il tempo - 4:05 (S.Mairo)
12. E noi - 4:41 (S.Capelli)

## Formazione

### Gruppo
- Sergio Capelli - voce
- Samuele Mairo - chitarre
- Manuele Incerpi - batteria, percussioni
- Frankie "Beat" Ventura - tastiere, pianoforte, organo, rhodes
- Luca Scicchitano - basso
- Francesco Rocco - sax tenore, sax baritono

### Altri musicisti
- Roberto "Bobo" Boggio - voce in Jimmy Jazz
- Tiziano Di Sansa - sax tenore
- Marco Milani - tromba